# 阿爾讓河
阿爾讓河（法語：Argens，法語發音：[aʁʒɑ̃(s)]）是法國的一条沿海河流，位於該國南部，河道全長115.5公里，流域面積2,600平方公里，發源自塞永苏尔斯达尔让，流經洛尔格、维多邦、莱萨尔克、勒米和阿尔让河畔罗克布吕讷，最終在弗雷瑞斯附近注入地中海。

## 外部連結
- http://www.geoportail.fr （页面存档备份，存于）
- Sandre数据库中的阿爾讓河